# Wolfgang Honko
Wolfgang Honko (* 2. Oktober 1948 in Döbern) ist ein ehemaliger deutscher Fußballspieler, der später auch im Amateurbereich als Trainer tätig war. Während seiner Karriere spielte Honko unter anderem für die BSG Energie Cottbus und die ASG Vorwärts Cottbus in der zweitklassigen DDR-Liga.

## Leben
Wolfgang Honko durchlief die Nachwuchsmannschaften seines Heimatvereins BSG Chemie Döbern und kam 1965 zur BSG Aktivist Schwarze Pumpe. Dort kam er mindestens in der Spielzeit 1966/67 in der drittklassigen Bezirksliga Cottbus zum Einsatz und schaffte zum Saisonende den Aufstieg in die DDR-Liga. Nach einer weiteren halben Spielzeit mit der BSG Aktivist wechselte Honko im Januar 1968 zum Ligakonkurrenten BSG Energie Cottbus, kam dort während des gesamten restlichen Saisonverlaufs nicht zum Einsatz. In der Saison 1968/69 absolvierte Honko die beiden Spiele gegen die TSG Wismar und Hansa Rostock, bei ersterem stand er in der Startelf, bei letzterem wurde er in der 72. Minute eingewechselt. Da Honko sich jedoch nicht gegen den damals gesetzten Stürmer Peter Effenberger sowie die Ersatzangreifer Ullrich Koinzer und Matthias Jahn durchsetzen konnte, verließ Wolfgang Honko den Verein im November 1968 wieder und schloss sich der ASG Vorwärts Cottbus an.
Bei der Armeesportgemeinschaft kam Honko im weiteren Verlauf der Saison 1968/69 noch fünfmal zum Einsatz, ohne dass ihm ein Torerfolg gelang. Sein erstes Tor für den Verein erzielte Honko während der Saison 1969/70 im April 1970 beim 1:1-Unentschieden gegen Dynamo Schwerin. Bei der ASG Vorwärts Cottbus spielte Honko bis 1974 und erzielte in 68 Spielen sieben Tore. Nach der Saison 1973/74 wurde der Verein aufgelöst. Honko spielte danach für ein Jahr bei der BSG Lokomotive Cottbus, die in der Vorsaison in die DDR-Liga aufgestiegen war. Mit lediglich drei Siegen und 14 Niederlagen belegte Lokomotive Cottbus den vorletzten Platz und stieg wieder in die Bezirksliga ab. Nach drei Jahren ohne Verein ging Wolfgang Honko 1978 zur SG Dynamo Cottbus in die drittklassige Bezirksliga Cottbus. Ab dem folgenden Jahr war Honko dort auch als Jugendtrainer tätig.
Nach seinem Karriereende zog sich Honko zunächst aus dem Fußballgeschäft zurück. Von 2003 bis 2004 trainierte er die erste Mannschaft des VfB Cottbus 97 in der Kreisklasse Nord. Danach war er für drei Jahre Trainer der zweiten Mannschaft des VfB Cottbus und von 2008 bis 2016 trainierte er die Altherrenmannschaft.